# Pawłosiów (gromada)
Pawłosiów – dawna gromada, czyli najmniejsza jednostka podziału terytorialnego Polskiej Rzeczypospolitej Ludowej w latach 1954–1972.
Gromady, z gromadzkimi radami narodowymi (GRN) jako organami władzy najniższego stopnia na wsi, funkcjonowały od reformy reorganizującej administrację wiejską przeprowadzonej jesienią 1954 do momentu ich zniesienia z dniem 1 stycznia 1973, tym samym wypierając organizację gminną w latach 1954–1972.
Gromadę Pawłosiów z siedzibą GRN w Pawłosiowie utworzono – jako jedną z 8759 gromad na obszarze Polski – w powiecie jarosławskim w woj. rzeszowskim na mocy uchwały nr 21/54 WRN w Rzeszowie z dnia 5 października 1954. W skład jednostki wszedł obszar dotychczasowej gromady Pawłosiów oraz przysiółek Meleniska z dotychczasowej gromady Tywonia ze zniesionej gminy Jarosław, a także obszar dotychczasowej gromady Kidałowice ze zniesionej gminy Munina w tymże powiecie. Dla gromady ustalono 27 członków gromadzkiej rady narodowej.
1 stycznia 1959 z gromady Pawłosiów wyłączono przysiółek Krzyżowe Drogi o pow. 48,02 ha, włączając go do miasta Jarosławia w tymże powiecie.
1 stycznia 1969 do gromady Pawłosiów włączono obszary zniesionych gromad Wierzbna i Cieszacin Wielki w tymże powiecie.
Gromada przetrwała do końca 1972 roku, czyli do kolejnej reformy gminnej. 1 stycznia 1973 w powiecie jarosławskim utworzono gminę Pawłosiów.